# Sally Elizabeth Carlson
 Sally Elizabeth Carlson  (* 2. Oktober 1896 in Minneapolis, Vereinigte Staaten; † 1. November 2000 ebenda) war eine US-amerikanische Mathematikerin und Hochschullehrerin. Sie promovierte 1924 als erste Frau an der University of Minnesota in Mathematik.

## Leben und Werk
Carlson wurde als drittes von fünf Kindern schwedischer Auswanderer in Minneapolis geboren. 1913 absolvierte sie die South High School, erhielt 1917 ihren Bachelor-Abschluss und 1918 ihren Master-Abschluss an der Universität von Minnesota. Danach unterrichtete sie für 9 Monate an der McIntosh High School in Nord-Minnesota. Von 1919 bis 1920 war sie Dozentin für Mathematik und Physik am Knox College in Illinois und kehrte 1920 an die University of Minnesota zurück, wo sie als Lehrassistentin für Mathematik tätig war. Dort promovierte sie 1924 bei Dunham Jackson mit der Dissertation: On The Convergence of Certain Methods of Closest Approximation. Sie blieb bis zu ihrer Pensionierung 1965 als emeritierte Professorin in Minnesota. Von 1924 bis 1928 war sie Ausbilderin, von 1928 bis 1950 Assistenzprofessorin, von 1950 bis 1963 Associate Professorin und von 1963 bis 1965 Professorin.  1962 erhielt sie einen Distinguished Teacher Award. Sie starb im Alter von 104 Jahren im Augustana Home of Minneapolis.

## Veröffentlichungen
- 1924: Extension of Bernstein’s theorem to Sturm-Liouville sums. Trans. Amer. Math. Soc. 26:230–40.
- 1926: On the convergence of certain methods of closest approximation. Trans. Amer. Math. Soc. 28:435–47.
- 1926: On the convergence of trigonometric approximations for a function of two variables. Bull. Amer. Math. Soc. 32:639–41.

## Mitgliedschaften
- Mathematical Association of America
- American Mathematical Society
- Phi Beta Kappa
- Sigma Xi